# O Dentista Mascarado
O Dentista Mascarado foi uma série de televisão brasileira produzida pela TV Globo, tendo sua primeira e única temporada exibida de 5 de abril até 21 de junho de 2013, às sextas-feiras, após o Globo Repórter.
Criada e escrita por Fernanda Young e Alexandre Machado, dirigida por José Alvarenga Jr. A série recebeu no geral, críticas negativas, e marcou baixos índices de audiência, fazendo com que não fosse renovada para uma segunda temporada.

## Sinopse
Paladino é um dentista que durante o dia combate as cáries e durante a noite, o crime. Para isso ele terá o apoio do atrapalhado Sérgio, que durante o dia faz próteses dentárias e de Sheila, sua secretária de caráter duvidoso, dona de muitas facetas, conhecida na praça por seus diversos nomes.
O vilão da série é o detetive Miller, que fará de tudo para descobrir a identidade dos heróis. Isso porquê o trio acabará cometendo crimes e quebrando tudo mais que ajudando a sociedade. Por conta disso a advogada Vera terá que cortar um dobrado para defender os anti-heróis.
Ainda no seriado tem Eurico, policial aposentado e pai sensacionalista de Paladino. O herói teve uma relação turbulenta na infância e tenta superar o pai, que trabalhava como delegado, no combate ao crime.

## Elenco

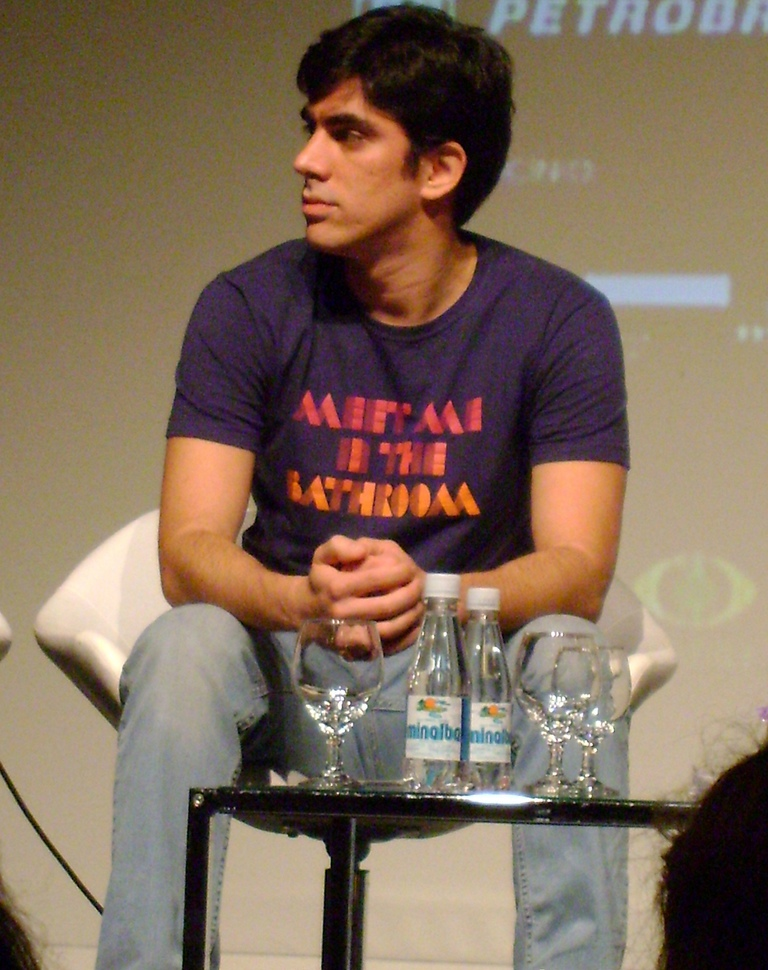
Marcelo Adnet interpretou Doutor Paladino.

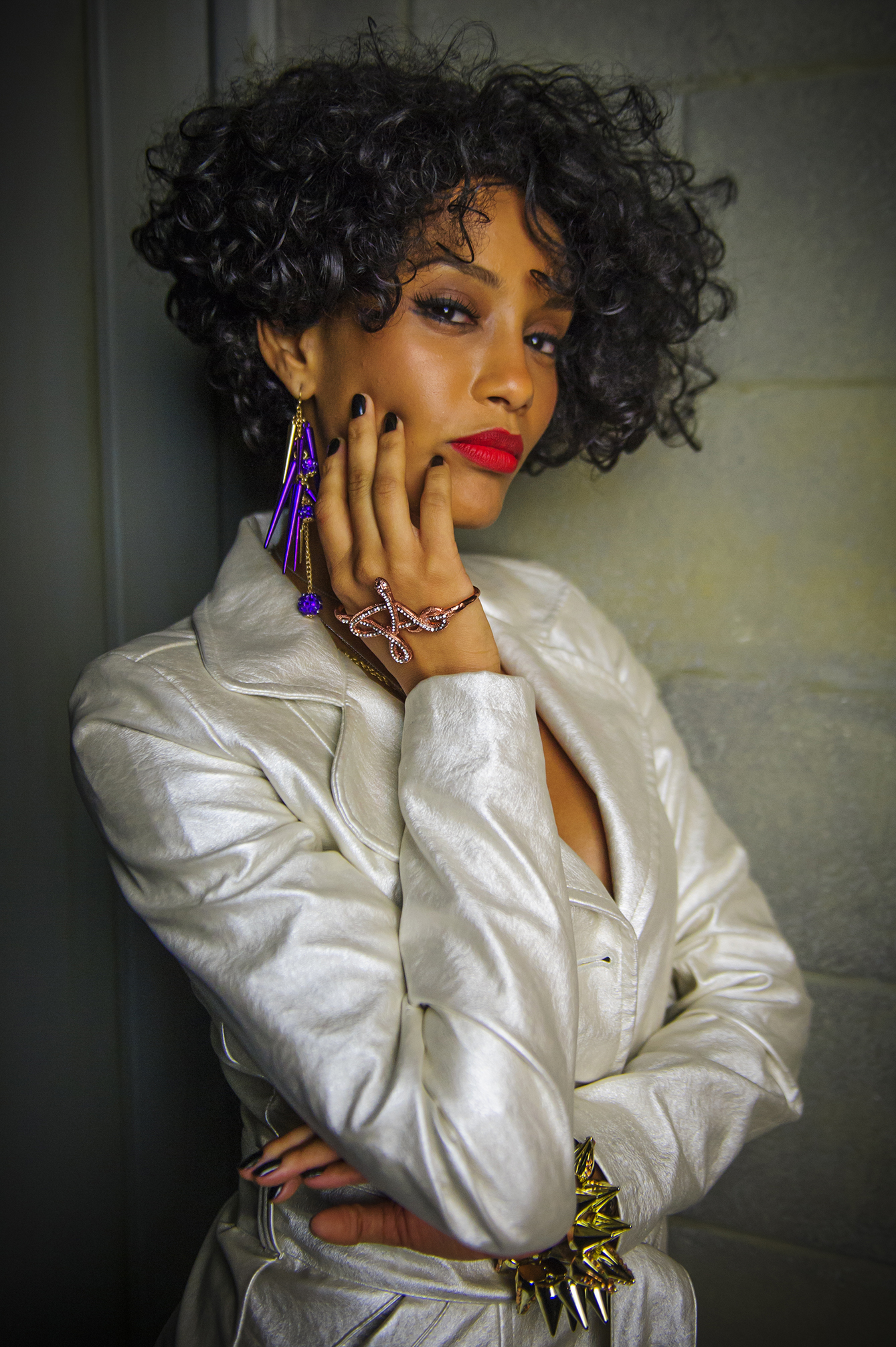
Taís Araújo interpretou Sheila.

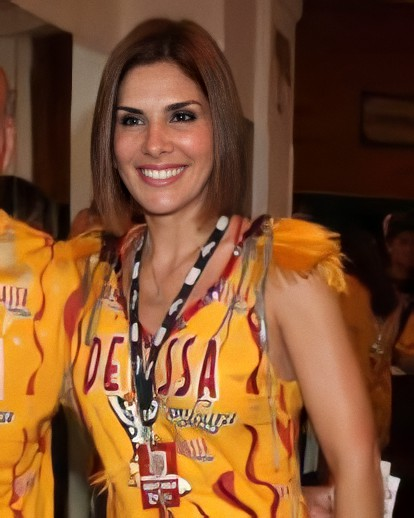
Helena Fernandes interpretou Doutora Vera.

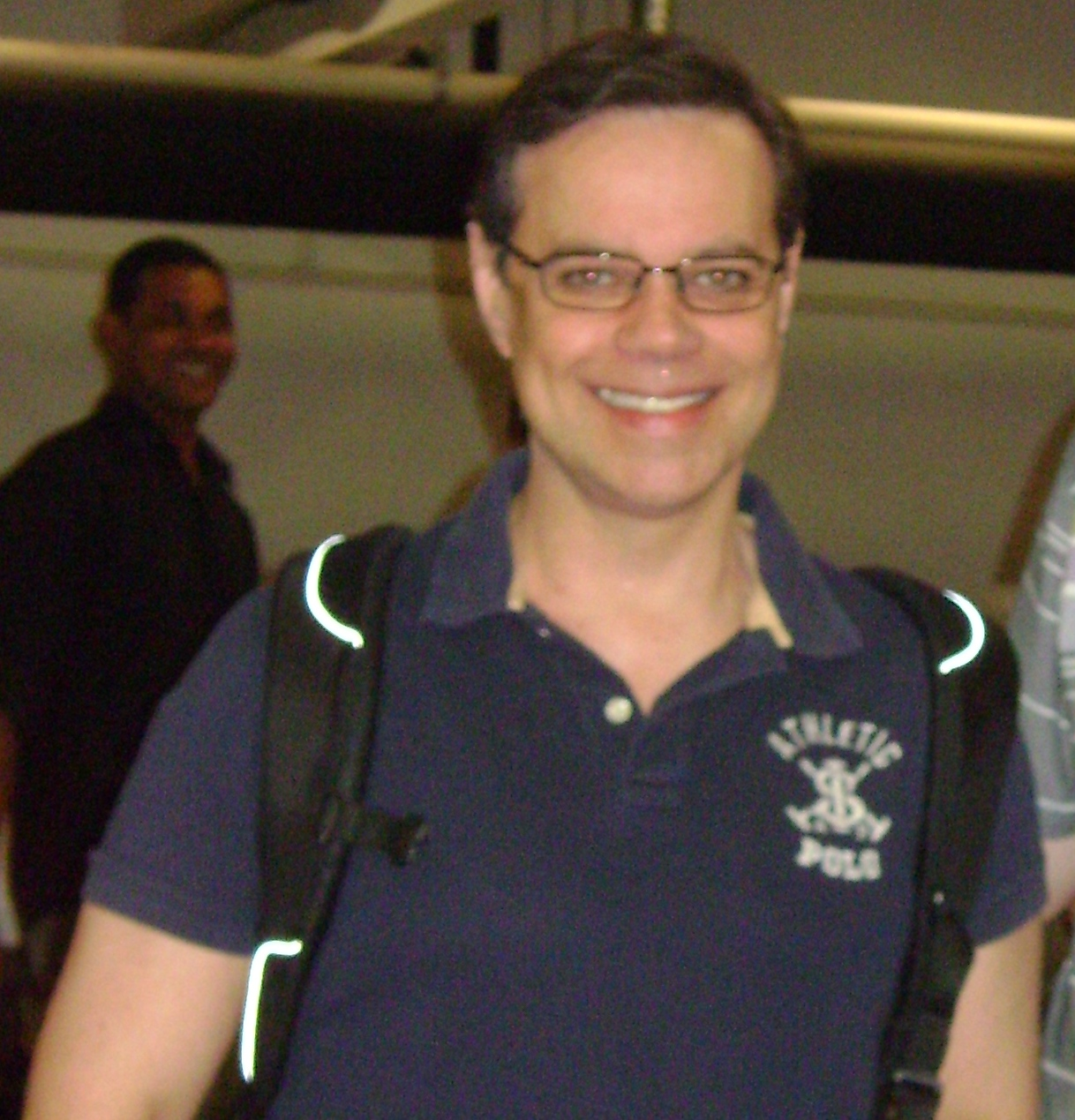
Diogo Vilela interpretou o Investigador Miller.

| Intérprete       | Personagem                                   |
| ---------------- | -------------------------------------------- |
| Marcelo Adnet    | Dr. Adalberto Paladino / Paladino Justiceiro |
| Taís Araújo      | Sheila Vidal (Shaly) / Paladina Justiceira   |
| Leandro Hassum   | Sérgio Gomes                                 |
| Helena Fernandes | Drª. Vera Pardal                             |
| Otávio Augusto   | Eurico Paladino                              |
| Diogo Vilela     | Investigador Miller                          |

Participações especiais
| Intérprete               | Personagem                                        | Notas              |
| ------------------------ | ------------------------------------------------- | ------------------ |
| Adriano Bolshi           | Bibelô                                            | 3º episódio        |
| Aiman Hammoud            | policial amigo de Eurico                          | 1º episódio        |
| Alejandro Claveaux       | Maxuel                                            | 10º episódio       |
| Alinne Moraes            | Trintona Bonita Tá                                | 6º episódio        |
| Anderson Cunha           |                                                   | 2º episódio        |
| Andrea Buzato            | repórter                                          | 1º episódio        |
| Andrea Nery              |                                                   | 12º episódio       |
| André Martins            |                                                   | 5º episódio        |
| Antônio Fragoso          | recepcionista do hotel                            | 7º e 8º episódios  |
| Antônio Rodrigo Nogueira | homem que bate em Paladino e em Sérgio            | 1º episódio        |
| Ataíde Arcoverde         | cliente do Doutor Paladino                        | 1º episódio        |
| Bia Guedes               | cliente do Doutor Paladino                        | 4º episódio        |
| Breno Nina               | Cléber (Josuelson)                                | 4ª episódio        |
| Brígida Menegatti        |                                                   | 5º episódio        |
| Bruno Rodrigues          | policial que persegue Paladino, Sérgio e Sheila   | 3º episódio        |
| Carla Guapyassu          |                                                   | 2º episódio        |
| Carolina Virguez         |                                                   | 2º episódio        |
| Cassiano Ricardo         | Joca Menendez                                     | 4º episódio        |
| Cesar Miranda            |                                                   | 2º episódio        |
| Christiano Torreão       |                                                   | 1º episódio        |
| Cláudia Abreu            | Leona Marquetinni                                 | 9º episódio        |
| Cláudio Caparica         |                                                   | 4º episódio        |
| Crispim Junior           | Dr. Alfredo Flores Lomiranda                      | 8º episódio        |
| Diego Becker             | penitenciário                                     | 2º episódio        |
| Edmilson Silva           |                                                   | 5º episódio        |
| Elisa Brites             |                                                   | 8º episódio        |
| Esperança Mota           |                                                   | 12º episódio       |
| Felipe Herzog            |                                                   | 5º e 12º episódios |
| Gerson Steves            | Ivo Hernandes "Gordão"                            | 2º episódio        |
| Giovanna Ewbank          | mulher no quiosque com Sérgio                     | 8º episódio        |
| Henrique Britto          |                                                   | 1º episódio        |
| Holdira Oliveira Martins |                                                   | 1º episódio        |
| Hugo Resende             | acompanhante gay do Dr. Alfredo                   | 8º episódio        |
| Ieltxu Ortueta           |                                                   | 4º episódio        |
| Jonatas Faro             | Breno Trambelhini                                 | 9º episódio        |
| Jorge Vasconcelos        |                                                   | 1º episódio        |
| José de Abreu            | Gerôncio Do Rego Durão                            | 6º episódio        |
| Juliano Antunes          |                                                   | 2º episódio        |
| Karen Coelho             |                                                   | 12º episódio       |
| Lázaro Ramos             | assassino profissional que finge ser Lázaro Ramos | 11º episódio       |
| Leandro Santana          |                                                   | 2º episódio        |
| Leda Ribas               |                                                   | 2º e 5º episódios  |
| Léo Castro               | policial que persegue Paladino, Sérgio e Sheila   | 3º episódio        |
| Léo Xavier               |                                                   | 2º episódio        |
| Lis Fortinguerra         |                                                   | 8º episódio        |
| Lucianna Magalhães       |                                                   | 3º episódio        |
| Luis Lobianco            |                                                   | 5º episódio        |
| Marcelo Aquino           |                                                   | 4º episódio        |
| Márcia Fialho            |                                                   | 4º episódio        |
| Maria Eduarda            | psicóloga                                         | 12º episódio       |
| Maurício Diniz           |                                                   | 2º episódio        |
| Maxwell Pinheiro         | policial que prende o Doutor Paladino             | 4º episódio        |
| Milena Toscano           | enfermeira que atende Sérgio                      | 5º episódio        |
| Nelson Freitas           | Péricles                                          | 3º e 10º episódios |
| Pamela Star              |                                                   | 4º episódio        |
| Paulo Mathias Jr.        |                                                   | 7º episódio        |
| Pedro Paulo Rangel       | Lucien                                            | 9º episódio        |
| Rafa Durand              |                                                   | 10º episódio       |
| Raphael Logan            |                                                   | 2º episódio        |
| Raphael Véles            | Igor                                              | 12º episódio       |
| Ricardo Romão            | cliente do Doutor Paladino                        | 2º episódio        |
| Rodrigo Rangel           | cliente do Doutor Paladino                        | 3º episódio        |
| Roney Facchini           | Confeiteiro Maluco                                | 12º episódio       |
| Sefora Rangel            |                                                   | 7º e 8º episódios  |
| Tamara Ribeiro           |                                                   | 5º episódio        |
| Vicentini Gomez          | Beto Goldenboy                                    | 1º episódio        |
| Zedu Neves               | Pedreira                                          | 7º e 8º episódios  |
| Zeli de Oliveira         |                                                   | 1º episódio        |

## Recepção

### Audiência
Após toda divulgação massiva por parte da Globo o programa estreou com 17 pontos no Ibope. O segundo capítulo marcou a mesma média, 17, o terceiro e o quarto registraram uma queda de 5 pontos de média, conseguindo 12 pontos.

### Avaliação da crítica
O seriado não obteve críticas favoráveis: dentre as críticas mais frequentes, destacam-se o mal-aproveitamento do talento de Adnet e a qualidade do roteiro. Contudo, a performance de Taís Araújo foi muito elogiada.

### Cancelamento
Após uma única temporada de 12 episódios, O Dentista Mascarado foi cancelado pela baixa audiência. O episódio exibido no dia 7 de junho chegou a marcar 10 pontos, muito inferior à sua estreia, que foi de 17 pontos. Sobre o cancelamento, o diretor José Alvarenga Jr. falou: "Fomos mal de Ibope em São Paulo, os paulistas odiaram a gente. Faz parte do jogo, estamos felizes porque arriscamos". Depois ainda explicou mais: "Não é fácil contar a história de um babaca no país da malandragem".